# Hounslow (londýnský obvod)
Městská část Hounslow, oficiální název - London Borough of Hounslow, je městským obvodem na západě Londýna a je součástí Vnějšího Londýna.
Obvod sousedí s Hillingdonem na západě, s Ealingem na severu, s Hammersmith a Fulhamem na východě a s Richmondem na jihu.
Městská část vznikla v roce 1965 sloučením částí Middlesexu – Brentford a Chiswick Urban District, Feltham Urban District a Heston a Isleworth Urban District.

## Zajímavá místa

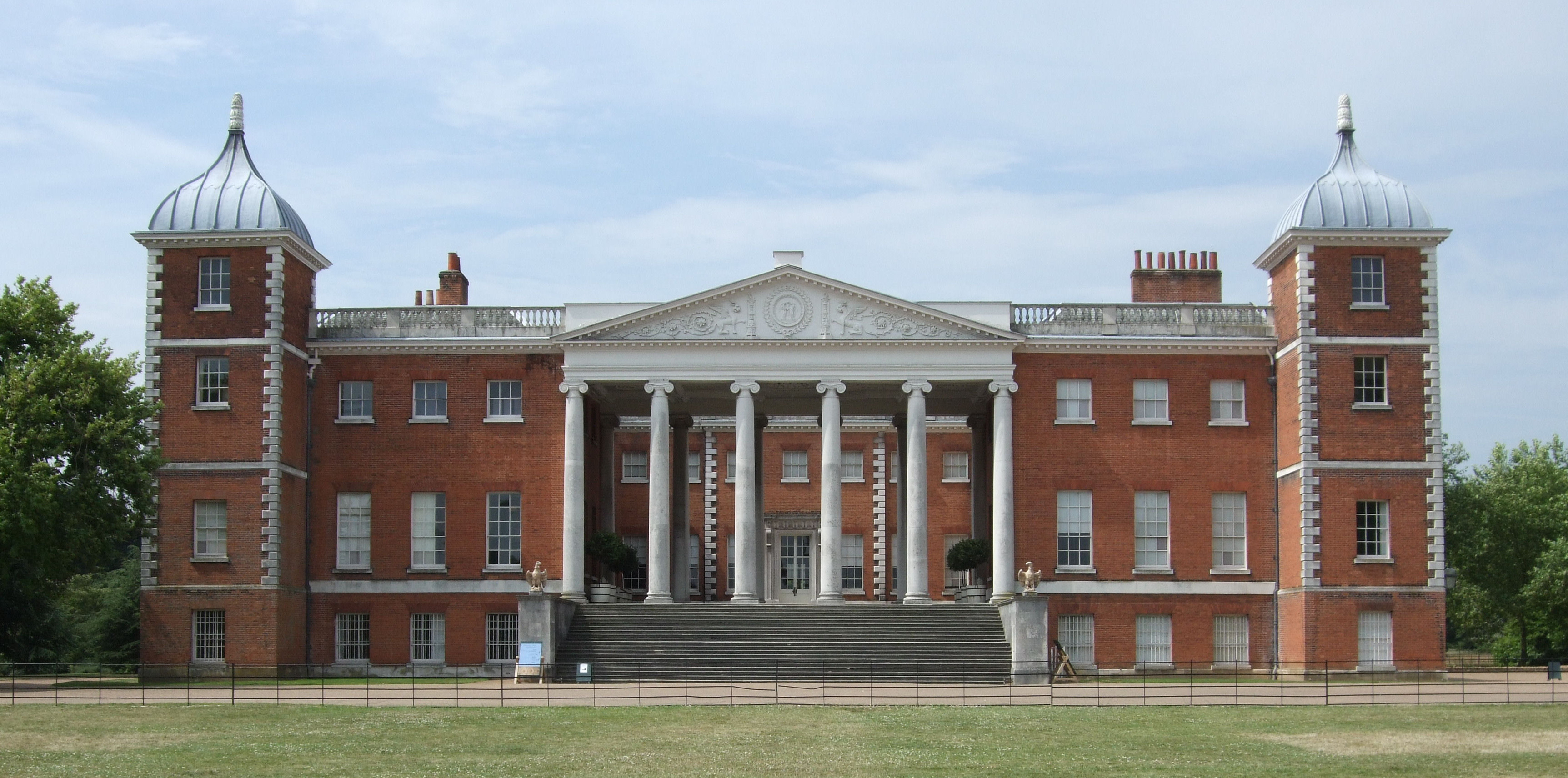
Osterley Park House

V Hounslowu je více než 100 parků a otevřených prostranství.
Obvod je také sídlem několik historické domy, například Chiswick House, Syon House, Osterley Park House a Boston Manor House.

## Obvody městské části

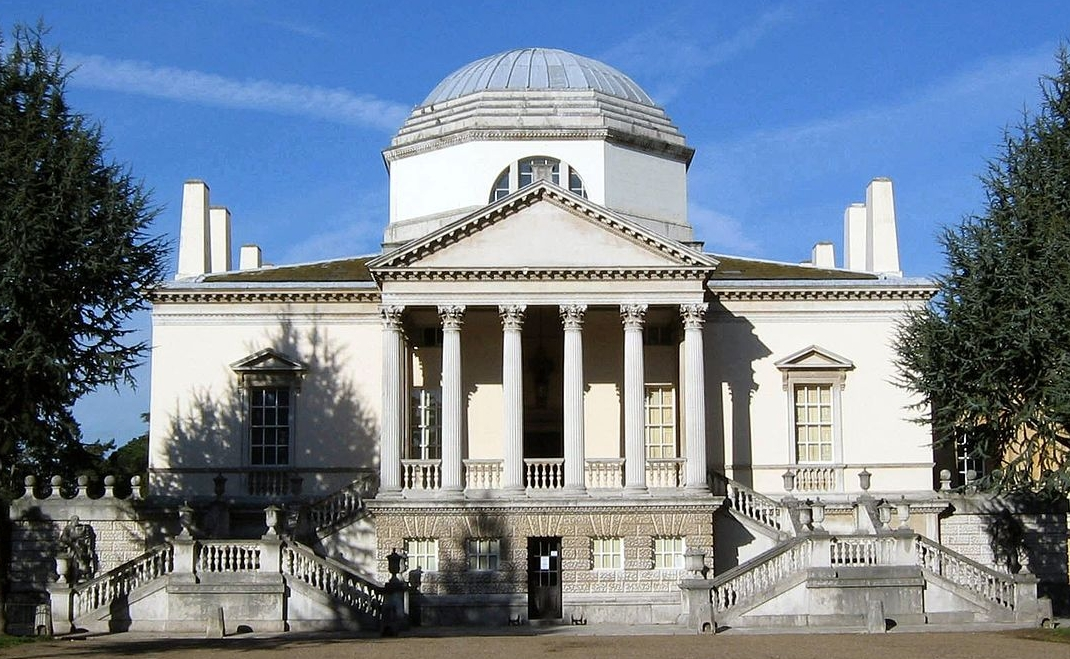
Chiswick House

- Brentford
- Chiswick
- Cranford
- East Bedfont
- Feltham
- Grove Park
- Gunnersbury
- Hanworth
- Hatton
- Heston
- Hounslow
- Hounslow West
- Isleworth
- Lampton
- Lower Feltham
- North Hyde
- Osterley
- Spring Grove
- Woodlands

## Volební obvody

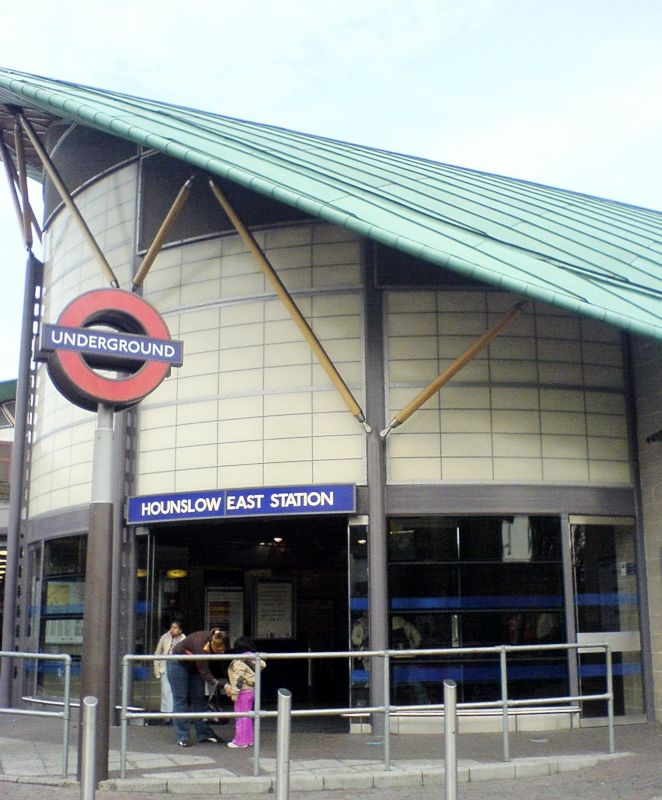
Stanice podzemní dráhy

V roce 2004 byly volební obvody rozděleny do 4 oblastí:
- Chiswick
  - Chiswick Homefields
  - Chiswick Riverside
  - Turnham Green
- Central Hounslow
  - Hounslow Central
  - Hounslow Heath
  - Hounslow South
  - Hounslow West
- Isleworth a Brentford
  - Brentford
  - Isleworth
  - Osterley a Spring Grove
  - Syon
- Heston a Cranford
  - Cranford
  - Heston East
  - Heston Central
  - Heston West
- West
  - Bedfont
  - Feltham North
  - Feltham West
  - Hanworth Park
  - Hanworth